# Aeroportul La Fría
Aeroportul La Fría (IATA: LFR, ICAO: SVLF) este un aeroport din La Fría⁠(d), Táchira, Venezuela ce deservește zona La Fría⁠(d). A fost numit după zona deservită.
Situat la o altitudine de 98 m, aeroportul dispune de o singură pistă.